# Amicus Democratiae
A expressão Amicus Democratiae relaciona-se com a missão constitucional-institucional da Defensoria Pública ao passar a ser reconhecida na Constituição Federal como expressão e instrumento do regime democrático pela Emenda Constitucional nº 80/2014, ou seja, instituição essencial não apenas à função jurisdicional do Estado, como também à democracia e ao regime republicano.
Para Bheron Rocha, que cunhou a expressão, a Instituição converte-se em um verdadeiro player democrático, que deve ser chamado aos debates públicos sobre elaboração de normas jurídicas, audiências públicas, assento em conselhos temáticos, bem assim sobre a formulação e implementação de políticas públicas, amplificando as vozes das pessoas e coletividades vulnerabilizadas, sem as substituir, pois devem ser dadas a todos os possivelmente afetados por uma decisão política ou jurídica as mesmas chances de participar do debate político, expressando a sua opinião, para que haja, de fato, democracia.
A Defensoria Pública Amicus Democratiae tem o dever de se empenhar na busca ininterrupta pela consecução do exercício pleno dos direitos sociais e individuais, da liberdade, do bem-estar, da igualdade e da justiça, sendo responsável pela promoção dos direitos humanos e pelo asseguramento da dignidade das pessoas e da soberania do poder do povo, tudo em consonância com os papéis e as missões que lhes são reservados. Para Bruno Braga,  quando a Defensoria Pública Amicus Democratiae atua diretamente com "uma recomendação ou uma sugestão em um dado projeto de lei em trâmite no Poder Legislativo, participa de um debate em uma audiência pública ou sessão especial, realiza intervenções propositivas em um programa ou projeto do Poder Executivo (...) pode significar evitar a violação de direitos e a judicialização de novos conflitos.
Rodrigo Casimiro Reis entente que a Defensoria Pública Amicus Democratiae é "constitucionalmente vocacionada a promover, em um Estado como o brasileiro - historicamente marcado pela inobservância dos direitos fundamentais de considerável parcela da população -, a igualdade material entre os cidadãos por meio do integral acesso dos assistidos ao Sistema de Justiça e aos demais órgãos competentes, estando habilitada, inclusive, a se pronunciar formalmente durante processo legislativo de norma que possa repercutir na população necessitada (teoria dos poderes implícitos)". Na mesma linha, ressalte-se que é "possível visualizar a atuação da Defensoria Pública na formação e condução de políticas públicas", "juntamente aos demais poderes e órgãos de modo preventivo e colaborativo".
Camila Lucas Mendes alerta que, "para estabelecer uma ordem jurídica justa, é fundamental não apenas educar a população sobre seus direitos, mas também participar dos debates legislativos e da formulação de políticas públicas, especialmente aquelas ligadas ao sistema de justiça criminal e às agências reguladoras", e que a Defensoria Pública Amicus Democratiae tem a missão de atuar "por meio da participação ativa em políticas públicas, construindo uma sociedade mais justa e solidária". Visão complementada por Eduardo Chow de Martino Tostes, para quem é necessário "o fortalecimento da função como amicus democratiae, para também passar a opinar em processos relativos à democracia militante, e outros tantos exemplos também a partir de iniciativas já estabelecidas por outras instituições, podem ser possíveis caminhos para atuação efetiva desta Instituição a favor do regime democrático".
Afinal, assenta Knopp, "democracia plena, exige (...)  a   participação   efetiva   e   informada   de   comunidades periféricas e carentes de representação político-jurídica, propiciando-se aos grupos vulneráveis igualdade de oportunidade discursiva", pois a "tutela dos direitos dos vulneráveis transcende as margens dos autos processuais e da própria noção de litígio", podendo "ocorrer em qualquer das fases do ciclo da política pública, ou seja, desde os espaços públicos de debate para a montagem da agenda política".
São atuações da Defensoria Pública Amicus Democratiae, entre outras: (i) promover a difusão e a conscientização dos direitos humanos, da cidadania e do ordenamento jurídico1; (ii) participar, quando tiver assento, dos conselhos federais, estaduais e municipais afetos às temáticas institucionais2; (iii) convocar audiências públicas para discutir matérias relacionadas às suas funções institucionais3; (iv) propor a edição de normas ao Poder Legislativo e executivo; (v) participar dos debates de propostas legislativas; (vi) orientar por notas e pareceres a provação ou são ou veto de normas, especialmente que visem concretizar direitos e garantias fundamentais dos cidadãos, em especial dos vulnerabilizados.
A missão constitucional-institucional Amicus Democratiae já foi citada expressamente em decisões dos Tribunais de Justiça do Estado do Ceará, Amazonas e Pará, e em pareceres da Defensoria Pública do Estado do Pará e do Estado do Ceará, além de Nota Técnica da CONDEGE, além de assunto listado dentre os temas cobrados no I Concurso Público para Provimento de Cargos do quadro de apoio administrativo e serviços auxiliares da Defensoria Pública do Estado de Minas Gerais e na disciplina de "Acesso à Justiça I: Política pública de acesso à justiça e Defensoria Pública: histórico e perspectivas", do Programa de Pós-Graduação em Sociologia e Direito da Faculdade de Direito da Universidade Federal Fluminense (UFF).
Vale lembrar o alerta de André Carneiro Leão de que "a função de amicus democratiae inclui a de se democratizar", são citados como exemplo "a democratização do acesso ao cargo de defensor público; o fortalecimento das trocas entre a população, viabilizadas pela Ouvidoria; a implementação do procedimento de aprovação dos projetos de lei pelo colegiado do Conselho Superior; e a prática do Orçamento Participativo."
1. ↑  https://www.planalto.gov.br/ccivil_03/constituicao/Emendas/Emc/emc80.htm. Consultado em 25 de maio de 2025 Em falta ou vazio |título= (ajuda)
2. ↑  https://revistadadpu.dpu.def.br/article/download/68/56/95 Em falta ou vazio |título= (ajuda)
3. ↑  ROCHA, Jorge Bheron (2023). «Amicus democratiae: Defensoria pública como player da democracia brasileira». In:  Akerman, William. NOVO PERFIL DE ATUAÇÃO DA DEFENSORIA PÚBLICA: (re)descobrindo a missão constitucional. Brasília, DF: Editora Sobredireito. Consultado em 8 de junho de 2025
4. ↑  ROCHA, J.Bheron.; CAVALCANTE, B.B. A atuação defensorial como amicus democratiae: fortalecendo as relações interinstitucionais e prevenindo violações a direitos. In: Livro de teses e práticas exitosas: defensoria pública: memória, cenários e desafios. Rio de Janeiro: CONADEP, 2019. Acesso em 10 jan. 2025.
5. ↑  Cavalcante, Bruno Braga. «A Defensoria Pública como amiga da democracia»
6. ↑  Reis, Rodrigo Casimiro. «Amicus democratiae e custos vulnerabilis: a Defensoria Pública como instrumento do regime democrático»
7. ↑  Dos Anjos, Maíra Santos. «A importância da atuação extrajudicial da Defensoria Pública»
8. ↑  Cano, Júlia Rodrigues (2022). «A atuação da Defensoria Pública enquanto custos vulnerabilis: uma possibilidade de dar voz aos vulneráveis atingidos pelos processos estruturais»
9. ↑  Mendes, Camila Lucas (4 de outubro de 2024). «DEFENSORIA PÚBLICA E GÊNERO: DESAFIOS DE SUA ATUAÇÃO PARA A EFETIVAÇÃO DO DIREITO À ENTREGA VOLUNTÁRIA NO DISTRITO FEDERAL». REVISTA FOCO (10): e6373. ISSN 1981-223X. doi:10.54751/revistafoco.v17n10-027. Consultado em 8 de junho de 2025
10. ↑  Tostes, Eduardo Chow de Martino. «A DEFENSORIA PÚBLICA COMO ÓRGÃO DE DEMOCRACIA MILITANTE» (PDF). Revista de Direito da Defensoria Pública do Estado do Rio de Janeiro nº 33 - 2023
11. ↑  Knopp, Gustavo Carlos Couto. «MÍNIMO EXISTENCIAL E ACESSO À JUSTIÇA:A PROPOSTA DOS DIÁLOGOS INSTITUCIONAIS EA CONSTRUÇÃO DO PAPEL DA DEFENSORIA PÚBLICA». Revista da Defensoria Pública RS | Porto Alegre, ano 14, v. 2, n. 33, p. 212-233, 2023.
12. ↑  Soubhia, Fernando Antunes. «Câmeras corporais e a participação da Defensoria na formulação de políticas públicas»
13. ↑  Aliandro, Camila Fonseca Bonfim. «DEFENSORIA PÚBLICA E POLÍTICA: ação e representação» (PDF)
14. 1 2  Rocha, Jorge Bheron (2022). Amicus Democratiae: Acesso à Justiça e Defensoria Pública. São Paulo, SP: Tirant Emporio Do Direito Editorial Ltda. Consultado em 8 de junho de 2025
15. ↑  https://esaj.tjce.jus.br/cjsg/getArquivo.do?cdAcordao=3323237&cdForo=0 Em falta ou vazio |título= (ajuda)
16. ↑  Consultor Jurídico, Revista Eletrônica.  https://www.conjur.com.br/2020-set-20/tjs-reconhecem-defensoria-instrumento-democracia/ Em falta ou vazio |título= (ajuda)
17. ↑  Valente, Fernanda. «Projeto de lei que cobra por tornozeleira é inconstitucional, diz Defensoria do CE»
18. ↑  CONDEGE, Colégio Nacional dos Defensores Públicos Gerais. «NOTA TÉCNICA» (PDF)
19. ↑  (PDF) https://defensoria.mg.def.br/wp-content/uploads/2020/02/DE-DPMG-20230715_EDITAL_DE_RETIFICACAO_01_2023.pdf Em falta ou vazio |título= (ajuda)
20. ↑  LEÃO, André Carneiro. «Por uma rede de movimentos sociais na dpu: a participação social como instrumento para a legitimação democrática da instituição durante e após a pandemia da covid-19». A Tutela Coletiva de Vulnerabilidades pela Defensoria Pública da União Durante a Pandemia da COVID-19 (PDF). Lutiana Valadares Fernandes Barbosa, Ana Luisa Zago de Moraes, César de Oliveira Gomes. São Paulo, SP: Tirant Emporio Do Direito Editorial Ltda. p. 136. Consultado em 8 de junho de 2025